# پتورکا
پتورکا (به اسپانیایی: Petorca) یک شهرستان در شیلی است که در استان پتورکا واقع شده‌است. پتورکا ۱٬۵۱۶٫۶ کیلومتر مربع مساحت و ۹٬۸۸۱ نفر جمعیت دارد و ۴۹۵ متر بالاتر از سطح دریا واقع شده‌است.